# Zearalenon
Zearalenon (ZEN) is een macrocyclisch mycotoxine geproduceerd door schimmels van het geslacht Fusarium. Deze schimmels komen voor in granen, zoals maïs en gerst. Zearalenon is licht toxisch en mogelijk carcinogeen. Het bezit oestrogene eigenschappen en is actief als nephormoon. De zuivere stof komt voor als een wit kristallijn poeder, dat commercieel verkrijgbaar is.
Zearalenon is een hormonale lokvogel, een hormoonontontregelaar, die oestrogenen “nabootst” en reproductieproblemen kan veroorzaken bij dieren die gevoederd worden met Fusarium (gaande tot onvruchtbaarheid en spontane abortus, vooral bij varkens).
De structuur van zearalenon is vergelijkbaar met die van oestrogenen en α-zearalenol verbindingen met een nog grotere affiniteit aan oestrogeenreceptoren, terwijl de affiniteit van β-zearalenol lager is dan die van zowel de oorspronkelijke verbinding als de bindingsaffiniteit van α-Zel. Dit identificeert ZEN en zijn metabolieten als xeno-oestrogenen. De blootstelling van mens en vee aan ZEN via het dieet levert gezondheidsproblemen op vanwege het ontstaan van verschillende seksuele stoornissen en veranderingen in de ontwikkeling van het seksuele apparaat. Er zijn betrouwbare casusrapporten van vroege puberteit bij meisjes die chronisch zijn blootgesteld aan ZEN in verschillende delen van de wereld. Bij muizen was de consumptie van ZEN gekoppeld aan een afname van krachtige sperma- en eicellen, een toename van dubbelstrengige breuken in het DNA en activering van DNA-reparatiemechanismen, gevolgd door problemen met de embryonale ontwikkeling die de levensvatbaarheid van nakomelingen verminderden.
Het Wetenschappelijk Comité voor Menselijke Voeding (CSAH) heeft een aanvaardbare dagelijkse inname (ADI) vastgesteld van 0,2 μg·/ kgbw.
Zearalenon kan ook door de menselijke huid dringen.